# 万泉湖 (日土县)
万泉湖是一个位于中国西藏自治区日土县的湖泊，面积约为90平方千米。